# Val-Suzon
Val-Suzon – miejscowość i gmina we Francji, w regionie Burgundia-Franche-Comté, w departamencie Côte-d’Or.
Według danych na rok 1990 gminę zamieszkiwały 194 osoby, a gęstość zaludnienia wynosiła 10 osób/km² (wśród 2044 gmin Burgundii Val-Suzon plasuje się na 717. miejscu pod względem liczby ludności, natomiast pod względem powierzchni na miejscu 464.).